# مارسل فیشر
مارسل فیشر (آلمانی: Marcel Fischer؛ زادهٔ ۱۴ اوت ۱۹۷۸) شمشیرباز اهل سوئیس بود.
وی در مسابقات کشوری و بین‌المللی در مجموع برندهٔ ۱ مدال طلا شده‌است.